# Antiga presó d'Olot
L'Antiga presó d'Olot és una obra d'Olot (Garrotxa) inclosa a l'Inventari del Patrimoni Arquitectònic de Catalunya.

## Descripció
És una antiga casa formada per baixos, amb cinc arcades i dos pisos superiors. Posteriorment es va ampliar pel costat dret amb cinc arcades més i es va mantenir la mateixa tipologia constructiva. Els porxos estan coberts amb voltes d'aresta. Els baixos estan avui ocupats per locals comercials i la Llar del Pensionista. El primer pis disposa de balcons i havia albergat els jutjats. El darrer pis, amb finestres enreixades, eren els locals destinats a la presó. La façana va ser estucada i els porxos es realitzaren amb pedra. El seu estat de conservació és mitjà.

## Història
A mitjans de la segona meitat del segle xviii començà un vigorós redreçament demogràfic i econòmic a tot Catalunya. Aquesta prosperitat, que convertí Olot en la vila més poblada de la nostra comarca, inclosa Girona, es manifestà amb un creixement urbanístic molt significatiu. Es bastiren tres edificis importants a la capital de la Garrotxa de gran incidència a la vila: l'Església parroquial de Sant Esteve d'Olot, l'església del Tura i l'Hospici. Tots tres donaren una imatge diferent a la ciutat a partir del nou equilibri creat entre el teixit urbà i les emergències.